# Denis Grimberghs
Denis Grimberghs (Anderlecht, 10 maart 1957) is een voormalig Belgisch volksvertegenwoordiger. 

## Levensloop
Denis Grimberghs, getrouwd, vader van drie kinderen, is van opleiding sociaal assistent aan de Cardijnschool en licentiaat arbeidswetenschappen aan de UCL. Hij werd docent aan het Institut Supérieur de Formation Sociale et de Communication.
Vanaf 1986 was hij medewerker voor sociale dossiers op het kabinet van Jean-Louis Thys, voor de christendemocratische Parti social chrétien (PSC) minister van het Brussels Hoofdstedelijk Gewest. Van 1988 tot 1991 was hij kabinetschef voor Thys, vanaf 1989 minister van Openbare Werken in de eerste Brusselse Hoofdstedelijke regering.
In december 1991 werd Grimberghs voor de PSC lid van de Kamer van volksvertegenwoordigers voor het arrondissement Brussel ter opvolging van Jean-Louis Thys, die zijn mandaat niet opnam, en bleef dit tot aan de verkiezingen van mei 1995. Hij combineerde dit vanwege het toenmalige dubbelmandaat met het lidmaatschap van de Raad van de Franse Gemeenschap. Als Kamerlid zetelde hij in de commissies Infrastructuur en Volksgezondheid en Gezin. Nadien maakte Thys van mei 1995 tot juni 2009 deel uit van het Brussels Hoofdstedelijk Parlement. Hij was er actief op de domeinen mobiliteit, openbare werken, openbaar vervoer, huisvesting en ruimtelijke ordening en schreef een rapport over de inplanting van de Europese instellingen in Brussel. In de legislatuur 2004-2009 was Grimberghs cdH-fractievoorzitter in het Brussels Parlement en voorts zetelde hij van 1995 tot 1999 in de commissie Economische Zaken, Energie, Werkgelegenheidsbeleid en Wetenschappelijk Onderzoek, van 1999 tot 2007 in de commissie Infrastructuur, Verkeerswezen en Openbare Werken en van 2004 tot 2009 in de commissie Financiën, Begroting, Openbaar Ambt, Externe Betrekkingen en Algemene Zaken. Daarnaast zetelde hij van 1999 tot 2007 in het Parlement van de Franse Gemeenschap, waar hij lid was van de commissie Gezondheid, Sociale Zaken, Sport en Jeugdhulp (1999-2004) en Hoger Onderwijs en Wetenschappelijk Onderzoek (2004-2007).
Hij werd ook vanaf januari 1995 gemeenteraadslid in Schaarbeek, waar hij acties voor jeugdhulp en de modernisering van schoolinfrastructuur op touw zette. Hij zat er op de oppositiebanken, tot hij in december 2012 schepen voor Financiën, Ontvangsten, Mobiliteit Huisvesting en Voogdij over het OCMW werd. Hij bleef dit tot in 2018, toen cdH opnieuw in de Schaarbeekse oppositie belandde. Kort daarna nam hij ontslag uit de gemeenteraad van Schaarbeek.
In maart 2009 verklaarde hij het niet meer eens te zijn met de manier waarop Joëlle Milquet de partij leidde en hij voortaan geen nationale of gewestelijke mandaten meer wilde vervullen.
Grimberghs werd eveneens van 2010 tot 2018 voorzitter van de Gewestelijke Ontwikkelingsmaatschappij van het Brussels Hoofdstedelijk Gewest en is sinds 2012 voorzitter van de raad van bestuur van het Institut des Hautes Études des Communications Sociales (IHECS).